# Olle Åkerlund
Olle Erik Curys Åkerlund (Göteborg, 28 september 1911 – Göteborg, 4 februari 1978) was een Zweeds zeiler.
Åkerlund won tijdens de Olympische Zomerspelen 1932 de gouden medaille in de 6 meter klasse, de boot waarin hij olympisch kampioen werd was in het bezit van zijn vader.

## Olympische Zomerspelen
| Jaar | Plaats      | Resultaten     |
| ---- | ----------- | -------------- |
| 1932 | Los Angeles | 6 meter klasse |

1908: Charles Crichton / Gilbert Laws / Thomas McMeekin ·
1912: Amédée Thubé / Gaston Thubé / Jacques Thubé
1920 (model 1907): Frédéric Bruynseels / Émile Cornellie / Florimond Cornellie ·
1920 (model 1919): Andreas Brecke / Paal Kaasen / Ingolf Rød ·
1924: Christopher Dahl / Eugen Lunde / Anders Lundgren ·
1928: Erik Anker / Johan Anker / Håkon Bryhn / Olaf van Noorwegen ·
1932: Olle Åkerlund / Åke Bergqvist / Martin Hindorff / Tore Holm ·
1936: Miles Bellville / Christopher Boardman / Russell Harmer / Charles Leaf / Leonard Martin ·
1948: Alfred Loomis / Michael Mooney / James Smith / James Weekes / Herman Whiton ·
1952: Everard Endt / John Morgan / Eric Ridder / Julian Roosevelt / Emelyn Whiton / Herman Whiton